# Salomonsoehoe
De salomonsoehoe (Asio solomonensis synoniem: Nesasio solomonensis) is een vogel uit de familie Strigidae (uilen).

## Verspreiding en leefgebied
Deze soort is endemisch op de Salomonseilanden, een eilandengroep in het westelijk deel van de Grote Oceaan ten oosten van Nieuw-Guinea.